# Muenster (Teksas)
Muenster je grad u američkoj saveznoj državi Teksas. Prema popisu stanovništva iz 2010. u njemu je živjelo 1.544 stanovnika.